# Лицман, Карл
Карл Лицман (нем. Karl Litzmann; 22 января 1850, Ной-Глобсов, ныне в составе Штехлина — 28 мая 1936, там же) — немецкий генерал.

## Биография
Сын помещика из Ной-Глобсова на озере Штехлин под Берлином. Окончил военную школу в Потсдаме (1867). Участник Франко-прусской войны 1870—1871 годов.
В 1886 году окончил Военную академию. В 1901—1902 годах — начальник 39-й пехотной дивизии, в 1902—1905 годах — директор Прусской военной академии. С 1905 года в резерве. Вместе с Кольмаром фон дер Гольцем был одним из инициаторов создания правой молодёжной организации «Союз молодой Германии».
С началом Первой мировой войны подал прошение о переводе в действующую армию и 2 августа 1914 был назначен инспектором этапов 3-й армии. С 21 октября 1914 года — начальник 3-й гвардейской дивизии. Участвовал в Лодзинской операции в составе группы генерала Шеффер-Бояделя, попал в окружение, откуда прорвался с боем. 29 ноября 1914 года награждён орденом «Pour le Mérite».
С 24 декабря 1914 года командир XL резервного корпуса, отличился в ходе зимней операции в районе Мазурских болот. В январе 1915 года одновременно возглавлял ударную группировку сил 8-й армии. Руководил осадой русской крепости Ковно.
18 августа 1915 года получил дубовые ветви к ордену Pour le Mérite. В конце июля 1916 года, когда 4-я австро-венгерская армия потерпела сокрушительное поражение, корпус Лицмана был в спешном порядке переброшен на Владимир-Волынский, чем спас австро-венгерскую армию от полного уничтожения и сорвал наступление 8-й русской армии генерала A. M. Каледина.
С 1918 года — на Западном фронте. 6 августа 1918 года сдал командование корпусом и был переведён в резерв. В декабре 1918 года вышел в отставку. В 1920—1921 годах посетил Южную Америку, где активно вёл прогерманскую пропаганду. С 1929 года — член НСДАП. В 1933 году был избран в рейхстаг, где был старейшим депутатом. Автор воспоминаний. Умер в 1936 году.
Во время немецкой оккупации Польши в 1939—1944 годах Лодзь носил название Лицманштадт, в честь Лицмана.